# Arthur Green (Bischof)
Arthur Vincent Green (* 31. Oktober 1857 in Albury, Surrey, England; † 24. September 1944 in Heidelberg bei Melbourne, Victoria, Australien) war Bischof von Grafton und Armindale in Australien.

## Leben
Er war der älteste Sohn des Reverend Samuel Dutton Green und der Eliza NN. Am 28. Dezember 1880 heiratete er in Avenel, Victoria (Australien) Matilda Tucker (* 29. Mai 1851; † 30. Juni 1941), die Tochter des Archidiakons Joseph Kidger Tucker.
Green war 1874 an der University of Durham in England immatrikuliert, ging aber schon 1874/1875, nachdem die Mutter 1872 gestorben war, mit seinem Vater nach Australien. Dort studierte er Theologie am Trinity College an der Universität Melbourne, schloss sein Studium 1879 mit höchster Auszeichnung ab, graduierte 1883 zum Master of Arts der Universität Melbourne und machte 1885 den LL.B. und 1887 den LL.D an der Universität Sydney.
Am 19. Dezember 1880 wurde er Diakon und am 18. Dezember 1881 Priester in der Diözese Melbourne. Danach war er Erzbischof in Ballarat (1890–1894), bis er am 1. Mai 1894 in Melbourne zum 3. Bischof und 1900 zum 2. Bischof von Grafton und Armindale geweiht wurde. In seiner Amtszeit als Bischof gründete er über 80 Kirchen sowie das „St. John’s Theological College“ (Auckland, Neuseeland) und das „St. Aidan’s Theological College“.
1915 ging Green in den Ruhestand, war aber von 1918 bis 1941 Theologie-Professor am Trinity College, wo er einst selbst mit seinen Studien begann.